# Svea Township, Kittson County, Minnesota
Svea Township är en plats i Kittson County i Minnesota i USA. Invånarna uppgick år 2000 till 60 i antalet.

### Fotnoter
1. ↑  ”Table DP-1. Profile of General Demographic Characteristics: 2000” (på engelska). US Census. 13 mars 2000. http://censtats.census.gov/data/MN/0602706963652.pdf. Läst 9 augusti 2013.[död länk]